# Mother (singel Danzig)
Mother – singel promujący album Danzig I amerykańskiego zespołu muzycznego Danzig. Wydany 30 sierpnia 1988 roku.

## Utwory
1. "Mother" – 3:25

## Twórcy
- Glenn Danzig – śpiew
- Eerie Von – gitara basowa
- John Christ – gitara
- Chuck Biscuits – perkusja
- Rick Rubin – produkcja

## Wideografia
- "Mother" – Ric Menello, Vincent Giordano, 1988